# トンベカ (小惑星)
トンベカ (1013 Tombecka) は小惑星帯にある小惑星。ヴェニアミン・ジェコフスキーがアルジェで発見した。
フランス人化学者のD・トンベックに因んで名付けられた。